# Sanza (Manyoni)
Sanza ist ein Verwaltungsbezirk (englisch Ward) des Distrikts Manyoni in der tansanischen Region Singida.

## Geografie
Sanza ist ein Bezirk im nördlichen Zentralteil von Tansania etwa 70 Kilometer Luftlinie südöstlich der Distrikthauptstadt Manyoni am südwestlichen Ufer des Sulunga-Sees. Bei der Volkszählung 2022 lebten 12.970 Menschen in 3190 Haushalten auf einer Fläche von 261 Quadratkilometern.
Der Bezirk grenzt im Osten und Südosten an die Region Dodoma und sonst an vier Bezirke des Distrikts Manyoni:
| Majiri | Mvumi                                       |        |
| Nkonko | Kompassrose, die auf Nachbargemeinden zeigt | Chali  |
| Isseke |                                             | Nondwa |

## Gliederung
Der Bezirk besteht aus vier Gemeinden (swahili Mtaa) mit 16 Orten (Kitongoji):
| Sanza - Mchetyee - Mtakuja - Chikuyu - Makopa | Ntope - Makulu - Muungano - Azimio - Mabatini | Ikasi - Madukani - Kijiweni - Mkwajuni - Chamwino | Chicheho - Chinyika - Mature - Nkunkuni - Chinoje |

## Wirtschaft und Infrastruktur
- Landwirtschaft: Etwa die Hälfte der Haushalte hält Hühner.[7] Die Sonnenblume ist die wichtigste Frucht, die zum Verkauf angebaut wird. Etwa drei Viertel der Produktion erfolgt durch Kleinbauern. Deren Ertrag ist gering, da sie keinen Zugang zu Märkten und Technologie haben.[8]
- Bildung: Die Sanza Secondary School ist eine staatliche weiterführende Schule mit einer Ausbildung für Tages- und Internatsschüler bis zur 4. Stufe.[9]
- Gesundheit: Im Bezirk liegen ein öffentliches Gesundheitszentrum,[10] zwei staatliche Apotheken[11][12] sowie ein Heim für ältere und mittellose Behinderte.[13]